# 王冷泉
王冷泉（1807年—1877年，一說為1870年:10），字雩門，號曇花子，山東諸城王门村人，中國諸城派古琴演奏家，與王既甫同為諸城派創始人。與王心葵、王心源合称“诸城琅琊三王”。
王冷泉師法金陵派，其所彈曲目多出自《五知齋琴譜》。相傳與王燕卿同族，高後者三輩。原藏有朱權監製的古琴一张，後傳於王燕卿。除去琴外，亦擅簫、擅斲琴、制簫、書法和篆刻。

## 著作
- 《琴谱正律》
- 《律吕元通》
- 《中原呼韵谱》
- 《呼韵指南》
- 《洪武呼韵谱》